# Jeremy Maguire
Jeremy Maguire (Santa Mónica, Los Ángeles, California, 10 de agosto de 2011) es un actor estadounidense. Es más conocido por haber interpretado a Joe Pritchett en la serie de televisión de comedia Modern Family desde 2015 hasta 2020. En 2017, Maguire hizo su debut cinematográfico en la película dramática I'm Not Here.

## Carrera
Jeremy hizo su debut como actor en la serie de ABC Modern Family como Joe Pritchett. El papel fue interpretado inicialmente por Pierce Wallace, pero Maguire lo reemplazo cuando los productores querían un actor mayor. En 2016, Maguire apareció en un comercial de Tide. Maguire hizo su debut cinematográfico en I'm Not Here, junto a J. K. Simmons y Sebastian Stan.

## Filmografía

### Películas
| Año  | Título       | Papel  | Notas |
| ---- | ------------ | ------ | ----- |
| 2017 | I'm Not Here | Trevor |       |

### Televisión
| Año       | Título                           | Papel           | Notas                       |
| --------- | -------------------------------- | --------------- | --------------------------- |
| 2015-2020 | Modern Family                    | Joe Pritchett   | Papel principal             |
| 2016      | Untitled Sarah Silverman Project | Russell         | Película de televisión      |
| 2016-2018 | The Last Ship                    | Frankie Green   | 4 episodios                 |
| 2020      | A Modern Farewell                | Él mismo        | Documental de Modern Family |
| 2021      | Turner & Hooch                   | Matthew Garland | Papel principal             |
| 2023      | S.W.A.T.                         | Micah           | 1 episodio                  |